# IC 2445
IC 2445 је спирална галаксија у сазвјежђу Рак која се налази на листи објеката дубоког неба у Индекс каталогу.
Деклинација објекта је + 31° 48' 27" а ректасцензија 9h 13m 12,5s. Привидна величина (магнитуда) објекта IC 2445 износи 14,3 а фотографска магнитуда 15,1. IC 2445 је још познат и под ознакама UGC 4854, MCG 5-22-13, CGCG 151-24, PGC 25985.